# Sommer-Paralympics 2008/Teilnehmer (Irland)
| stlisierte Goldmedaille | stlisierte Silbermedaille | stlisierte Bronzemedaille |
| ----------------------- | ------------------------- | ------------------------- |
| 3                       | 1                         | 1                         |

Irland nahm mit 45 Athleten in neun Sportarten an den Sommer-Paralympics 2008 im chinesischen Peking teil.
Die Athleten wurden von weiteren 47 Personen, darunter Trainer, Ärzte und Betreuer begleitet. Fahnenträgerin beim Einzug der Mannschaft war die Leichtathletin Patrice Dockery.

## Medaillen

### Medaillenspiegel
| Medaillenspiegel Irland |                |                              |                           |                           |        |
| Platz                   | Sportart       | Goldmedaille – Olympiasieger | Silbermedaille – 2. Platz | Bronzemedaille – 3. Platz | Gesamt |
| 1                       | Leichtathletik | 3                            | 0                         | 0                         | 3      |
| 2                       | Schwimmen      | 0                            | 1                         | 0                         | 1      |
| 3                       | Boccia         | 0                            | 0                         | 1                         | 1      |
| Total                   | Total          | 3                            | 1                         | 1                         | 5      |

### Medaillengewinner

#### Gold
| Name             | Sportart       | Wettkampf          |
| ---------------- | -------------- | ------------------ |
| Michael McKillop | Leichtathletik | 800 m Männer (T37) |
| Jason Smyth      | Leichtathletik | 100 m Männer (T13) |
| Jason Smyth      | Leichtathletik | 200 m Männer (T13) |

#### Silber
| Name             | Sportart  | Wettkampf           |
| ---------------- | --------- | ------------------- |
| Darragh McDonald | Schwimmen | 400 m Freistil (S6) |

#### Bronze
| Name           | Sportart | Wettkampf  |
| -------------- | -------- | ---------- |
| Gabriel Shelly | Boccia   | Einzel BC1 |

## Teilnehmer nach Sportart

### Boccia
Frauen
- Roberta Connolly

Männer
- Tom Leahy
- Padraic Moran
- Gabriel Shelly

### Bogenschießen
Männer
- Sean Heary

### Fußball (7er Teams)
Männer
- Aidan Brennan (Kapitän)
- Kieran Devlin
- Paul Dollard
- Luke Evans
- Mark Jones
- Darren Kavanagh
- Derek Malone
- Joseph Markey
- Brian McGillivary
- Gary Messett
- Alan O’Hara
- Finbarr O’Riordan

### Leichtathletik
Frauen
- Orla Barry
- Lisa Callaghan
- Patrice Dockery
- Catherine Wayland

Männer
- Eoin Cleare
- Garrett Culliton
- Roy Guerin
- John McCarthy
- Michael McKillop
- Jason Smyth

### Radsport
Frauen
- Catherine Walsh

Männer
- Michael Delaney
- Cathal Miller
- Enda Smyth

### Reiten
Frauen
- Eilish Byrne

### Schwimmen
Frauen
- Hannah Clarke
- Ellen Keane

Männer
- Stephen Campbell
- Jonathan Cummings
- David Malone
- Darragh McDonald

### Segeln
2er Keelboat
- Amy Kelehan
- John Twomey

3er Keelboat
- Paul McCarthy
- Paul Ryan
- Richard Whealey

### Tischtennis
Frauen
- Eimear Breathnach
- Kathleen Reynolds